# Львов, Василий Иванович
Василий Иванович Львов (1832 — 31 декабря 1887) — русский врач и писатель XIX века.

## Биография
Василий Иванович Львов родился в 1832 году в Смоленской губернии в семье духовного служителя.
Окончив в 1861 году Санкт-Петербургскую медико-хирургическую академию, он начал службу в Ставропольский военном госпитале. Начиная с 1865 года Львов занимался врачебной практикой в Петербургской медико-хирургической академии и уже в 1866 году получил степень доктора медицины. В этом же году Василий Иванович на несколько лет вышел в отставку.
Во время русско-турецкой войны и до 1881 года Львов работал в госпитале при русском войске в Болгарии. Начиная с 1882 года до самой смерти Василий Иванович заведовал Главным военно-медицинским управлением.
Василий Иванович Львов скончался 31 декабря 1887 года в Санкт-Петербурге.

## Публикации
Львов Василий Иванович опубликовал следующие научные труды:
- «Новый признак перемежающейся лихорадки»[1]
- «Граната под мышкой»[1]
- «Еврейский способ оживления умерших»[2]
- «Двойной поворот младенца»[2]
- «Случай воспаления брюшины»[2]
- «О произвольной гангрене наружных частей»[3]
- «Пересадка надкостной плевы от животных к человеку»[4]
- «Лечение водянки термокаутером»[5]